# Randy Feenstra
Randall Lee "Randy" Feenstra, född 14 januari 1969 i Hull i Iowa, är en amerikansk politiker (republikan). Han är ledamot av USA:s representanthus sedan 2021.